# Velsen

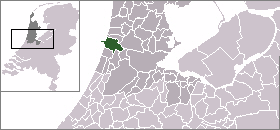
Localização de Velsen

Velsen é um município da Província da Holanda do Norte, nos Países Baixos. Ela é localizada em ambos os lados do Canal do Mar do Norte.
Velsen possui uma população de 67 738 pessoas e uma densidade demográfica de 1,455 pessoas por km².